# United States Marine Corps Reserve

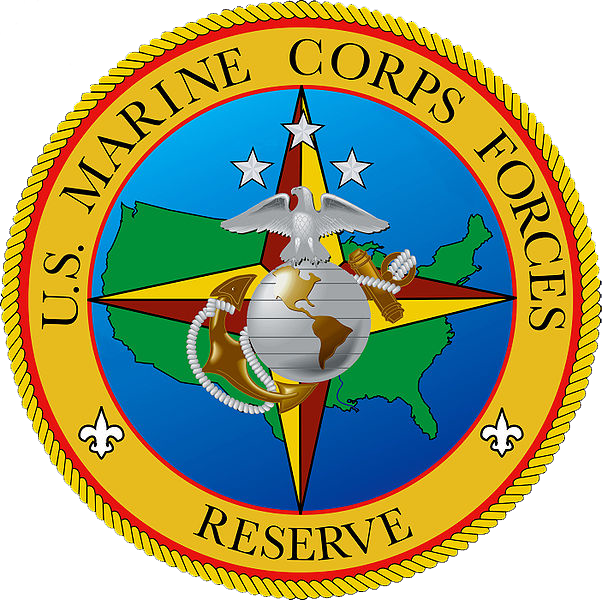
Wappen der United States Marine Corps Reserve

Die United States Marine Corps Reserve (abgek.: USMCR, auch Marine Forces Reserve (MARFORRES oder MFR)) ist die bundesweite Reservekomponente des United States Marine Corps mit ca. 40.000 Angehörigen.

## Geschichte
Die United States Marine Corps Reserve wurde 1916 gegründet.

## Verpflichtung
Mitglieder der United States Marine Corps Reserve üben ihren Dienst nur auf Teilzeitbasis aus, im Gegensatz zu den Berufssoldaten des United States Marine Corps.